# Air Mali (2009)
Air Mali (bis 2009 Compagnie Aérienne du Mali) war eine afrikanische Fluggesellschaft mit Sitz in Bamako, Mali und Basis auf dem Flughafen Bamako.

## Geschichte
Air Mali wurde am 3. April 2005 als Compagnie Aérienne du Mali (im Markenauftritt CAM) von der Aga Khan Fund for Economic Development (51 %), dem Staat Mali (20 %), der Agora Mali Company (21,66 %) und weiteren Aktionären (7,34 %) gegründet. Die Gesellschaft nahm den Flugbetrieb am 13. Juni 2005 auf und wurde am 15. Mai 2009 zur Air Mali umfirmiert.
Air Mali stellte den Betrieb am 24. Dezember 2012 aufgrund der politischen Lage und aus wirtschaftlichen Gründen ein, nachdem das Angebot bereits zuvor stark eingeschränkt worden war.

## Flugziele
Air Mali flog 13 Länder in Europa, Westafrika und Zentralafrika an.

## Flotte
Mit Stand Juli 2012 bestand die Flotte der Air Mali aus drei Flugzeugen.:
- 1 Bombardier CRJ200
- 2 McDonnell Douglas MD-87